# Брэдли, Уиллис В.
Уиллис Винтер Брэдли-младший, англ. Willis Winter Bradley Jr. (28 июня 1884 г., Рансомвилл, Нью-Йорк, США — 27 августа 1954 г., Санта-Барбара, Калифорния, США) — военно-морской офицер США, кавалер Медали Почёта, 33-й военно-морской губернатор Гуама, член Палаты представителей США от Калифорнии. Военный корабль USS Bradley назван в его честь.

## Ранние годы
Хотя Брэдли-младший появился на свет в Рансомвилле, штат Нью-Йорк, уже через месяц, в июле 1884 года, его родители переехали в Северную Дакоту, где жили сначала в Милноре, а с 1891-го в Формане. Он учился в государственных школах и Университете Хэмлайн, Сент-Пол, Миннесота. 16 октября 1907 года в Балтиморе, штат Мэриленд, Уиллис Винтер Брэдли-младший женился на Сью Уортингтон Кокс.

## Карьера
12 сентября 1906 года Уиллис Брэдли окончил Военно-морскую академию США, после чего в звании мичмана проходил службу на USS Virginia (BB-13). 13 сентября 1908 года был удостоен звания энсина. С осени 1908-го по октябрь 1910-го Брэдли служил на USS Culgoa, затем помогал оснащать и вводить в эксплуатацию миноносец USS Perkins (служил на нём до марта 1911-го). Во время службы на USS Culgoa был отправлен на помощь пострадавшим от землетрясения в Мессине в 1908 году. За самоотверженность, проявленную при спасении выживших, Брэдли был награждён медалью Папы Римского. Далее проходил службу на транспортном корабле USS Hancock, затем на линкоре USS South Carolina. С сентября 1912 года командовал торпедоносцем USS Biddle и Резервной торпедной группой в Аннаполисе, Мэриленд.
Начиная с сентября 1913 года, Брэдли изучал боеприпасы и взрывчатые вещества в Военно-морской аспирантуре в Аннаполисе, штат Мэриленд, а затем в Университете Джорджа Вашингтона. В июле 1915 года Брэдли вернулся в море, командуя торпедоносцем USS Stewart. В декабре того же года он был назначен командиром USS Hull и Резервной торпедной дивизии Тихоокеанского флота.
С сентября 1916-го по февраль 1917 года Брэдли служил канониром на броненосце USS Pittsburgh. За выдающийся героизм и верность долгу во время службы 23 июля 1917 года получил Медаль Почёта.

23 июля 1917 г. в кормовом каземате перезаряжались салютные гильзы: по случайности произошёл взрыв. Командор Брэдли (тогда лейтенант), который собирался войти в каземат, был отброшен взрывом и на мгновение потерял сознание, но, все еще ошеломлённый, заполз в каземат, чтобы потушить горящие в опасной близости от значительного количества пороха материалы, тем самым предотвратив дальнейшие взрывы.
В январе 1918 года Брэдли возглавлял Департамент взрывчатых веществ Главного управления вооружения ВМС США. С августа 1919 года служил инспектором на военно-морской торпедной базе в Кейпорте, штат Вашингтон. С июня 1920 года служил артиллерийским офицером на USS Texas (BB-35). В мае 1922 года вернулся в Кейпорт в качестве главного военно-морского инспектора.
С июля 1924 года по ноябрь 1926 года он командовал USS Gold Star, базовым военным кораблем США на Гуаме.
С конца 1926 по июнь 1929 года Брэдли служил в Секции морского резерва в Бюро навигации ВМС США.
В июне 1929 года Брэдли был назначен военно-морским губернатором Гуама. В качестве губернатора он издал первый Билль о правах Гуама, добивался гражданства Соединённых Штатов для чаморро и провозгласил их гражданами Гуама, а также реорганизовал Конгресс Гуама. Он также сделал возможными первые свободные выборы сельских старост. 8 апреля 1930 года Брэдли создал официальную государственную почту под названием «Гвардейская почта Гуама» (Guam Guard Mail). На острове за ним закрепилась слава прогрессивного республиканца и борца за гражданские свободы.
Брэдли возобновил морскую службу в июле 1931 года, командуя USS Bridge. Два года спустя он стал командующим на военно-морской верфи в Пёрл-Харборе. Оттуда его через шесть месяцев перевели, назначив капитаном USS Portland.
В июне 1937 года начал обучение в Военно-морском колледже США.
В течение года, начиная с мая 1938-го, командовал 31-й эскадрильей эсминцев ВМС США, базировавшейся в Сан-Диего. По завершении этого назначения получил работу в Совете по инспекции и обследованию судов Тихоокеанского побережья. Вышел на пенсию 1 августа 1946 года.
Уиллис В. Брэдли был избран республиканцами в Восьмидесятый Конгресс США (3 января 1947 г. — 3 января 1949 г.) от 18-го избирательного округа Калифорнии. Он был помощником президента компании Pacific Coast Steamship Co. с 1949 по 1952 год. Являлся членом Ассамблеи штата Калифорния с 1952 года до своей смерти.
27 августа 1954 года Уиллис В. Брэдли умер в Санта-Барбаре, штат Калифорния. Похоронен на Национальном кладбище Форт-Розенкранц в Сан-Диего, Калифорния.